# Anthony James Leggett
Sir Anthony James Leggett (ur. 26 marca 1938 w Londynie) – brytyjski fizyk niskich temperatur, noblista. Jego badania dotyczyły sposobów na eksperymentalne udowodnienie kwantowych własności systemów fizycznych, czyli teorii kondensatu Bosego-Einsteina oraz wysokotemperaturowego nadprzewodnictwa.

## Życie i twórczość
Jako wykładowca Anthony J. Leggett rozpoczął pracę na University of Sussex w 1967; w roku 1978 otrzymał funkcję profesora. W tym czasie miał znaczący udział w wyjaśnieniu złożonej nadciekłości 3He, niedługo po tym, jak to zjawisko odkryli Robert Richardson, Douglas D. Osheroff oraz David M. Lee. W następnych latach podjął pracę na Uniwersytecie Illinois w Urbana-Champaign.
Leggett twórczo połączył teorię Landaua na temat płynów Fermiego, teorię magnetycznego rezonansu jądrowego oraz teorię nadprzewodnictwa metali, żeby przewidzieć główne właściwości nowych faz w kondensacie. Otrzymał nagrodę British Institute of Physics oraz Maxwell Medal and Prize za wkład w teorię zachowania kondensatów w niskich temperaturach. W 1980 roku został wybrany na członka angielskiego Royal Society. Do American Philosophical Society przyjęto go w 1991 roku. Do American Academy of Arts and Sciences został zaproszony w 1996 roku. Razem z Witalijem Lazarewiczem Ginzburgiem oraz Aleksiejem Aleksiejewiczem Abrikosowem otrzymał w roku 2003 Nagrodę Nobla w dziedzinie fizyki.